# Elbistanspor
Elbistanspor ou Elbistan Belediyespor est un club turc de football basé à Elbistan, dans la province de Kahramanmaraş. Il évolue en Ligue amateur.

## Historique
- 1981 : fondation du club